# Дей-Веллі (Каліфорнія)
Дей-Веллі (англ. Day Valley) — переписна місцевість (CDP) в США, в окрузі Санта-Крус штату Каліфорнія. Населення — 3410 осіб (2020).

## Географія
Дей-Веллі розташований за координатами 37°1′31″ пн. ш. 121°51′24″ зх. д. / 37.02528° пн. ш. 121.85667° зх. д. (37.025254, -121.856664).  За даними Бюро перепису населення США в 2010 році переписна місцевість мала площу 48,71 км², уся площа — суходіл.

## Демографія
Згідно з переписом 2010 року, у переписній місцевості мешкало 3409 осіб у 1280 домогосподарствах у складі 946 родин. Густота населення становила 70 осіб/км².  Було 1366 помешкань (28/км²).
Расовий склад населення:
| - 85,0 % — білих - 2,5 % — азіатів - 0,7 % — корінних американців - 0,6 % — чорних або афроамериканців - 0,1 % — вихідців з тихоокеанських островів - 6,1 % — осіб інших рас |

До двох чи більше рас належало 5,0 %. Частка іспаномовних становила 13,8 % від усіх жителів.
За віковим діапазоном населення розподілялося таким чином: 20,0 % — особи молодші 18 років, 63,6 % — особи у віці 18—64 років, 16,4 % — особи у віці 65 років та старші. Медіана віку мешканця становила 48,0 року. На 100 осіб жіночої статі у переписній місцевості припадало 101,0 чоловіків;  на 100 жінок у віці від 18 років та старших — 99,3 чоловіків також старших 18 років.
Середній дохід на одне домашнє господарство  становив 101 483 долари США (медіана — 75 313), а середній дохід на одну сім'ю — 110 917 доларів (медіана — 86 105). Медіана доходів становила 75 456 доларів для чоловіків та 53 625 доларів для жінок. За межею бідності перебувало 16,9 % осіб, у тому числі 29,6 % дітей у віці до 18 років та 6,6 % осіб у віці 65 років та старших.
Цивільне працевлаштоване населення становило 1480 осіб. Основні галузі зайнятості: освіта, охорона здоров'я та соціальна допомога — 34,6 %, науковці, спеціалісти, менеджери — 20,6 %, будівництво — 9,6 %, виробництво — 8,4 %.